# Chris Cunningham
Chris Cunningham är en Brittisk regissör som är känd för bland annat sina musikvideor till artister som Aphex Twin, Madonna och Björk samt till reklamfilmer för bland annat BMW, playstation och Gucci. Född 1970 i Reading, Berkshire, Storbritannien. Gift med Jenny Lee Lindberg, basist i Warpaint.